# 아시아의 HIV/AIDS

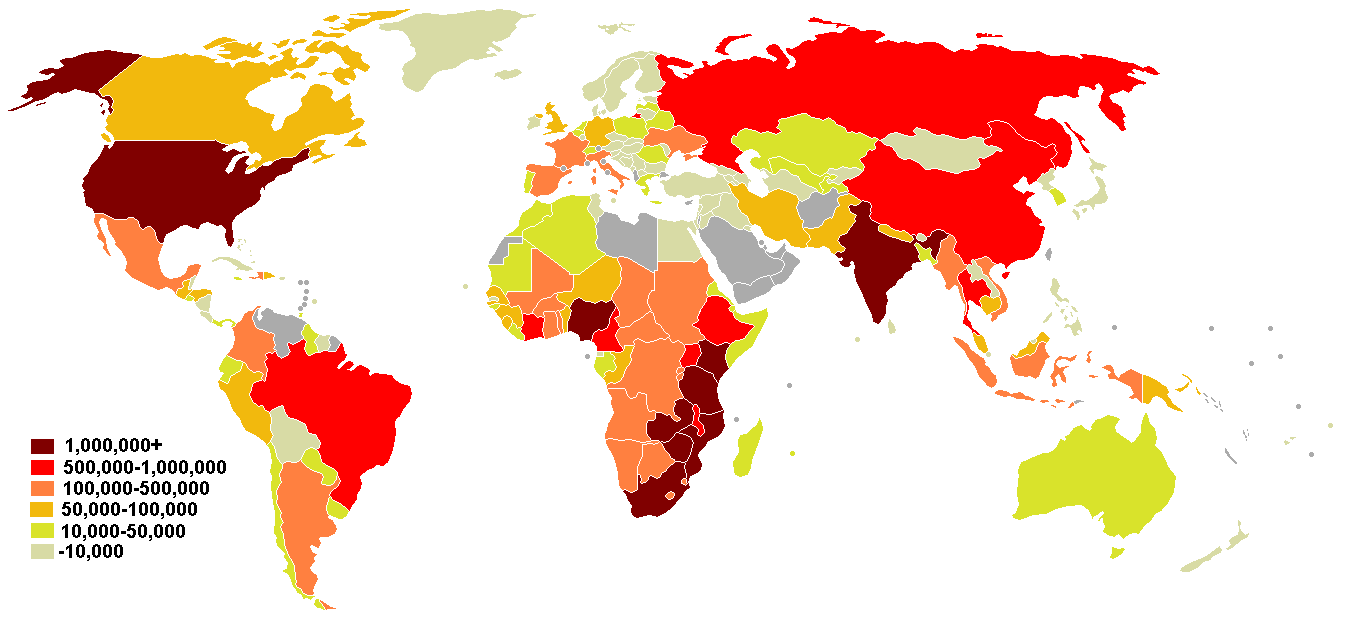
2008년의 후천면역결핍증후군의 감염자 수

2011년 기준으로 성인(15-49세)의 1인당 HIV 유병률 추정치

2008년까지 아시아에는 280만명이 후천면역결핍증후군에 감염되었으며, 1990년대에 중반에 정점을 찍은 뒤, 연간 후천면역결핍증후군 발병률은 1990년대의 반 이상이 줄어, 이후 아시아에서의 후천면역결핍증후군은 안정되었다고 평가받는다.

## 남아시아
남아시아의 후천면역결핍증후군 유병률 수준은 다른 지역, 특히 아프리카와 아메리카의 유별률 수준보다 매우 낮다. 그러나 많은 남아시아 국가의 인구가 많기 때문에 이 낮은 후천면역결핍증후군 유병률은 아직 많은 사람이 HIV에 감염되어 있음을 뜻한다.

### 아프가니스탄
아프가니스탄의 후천면역결핍증후군 유병률은 0.04%이며, 아프가니스탄의 NACP에 따르면 2008년 말에 504건의 후천면역결핍증후군 감염 사례가 기록되었다. 2012년 말까지 감염자 수는 1,327명에 이르렀고, 2015년 기준으로 아프가니스탄에서는 6,900명이 후천면역결핍증후군에 감염되었으며, 약 300명이 후천면역결핍증후군으로 사망했다.

### 방글라데시
방글라데시의 후천면역결핍증후군의 유병률은 0.01%로 UNAIDS는 방글라데시에 11,000명의 후천면역결핍증후군에 감염되어 있다고 추산했다.

### 부탄
부탄의 후천면역결핍증후군의 유병률은 2011년에 0.03%로 246건이 등록되었지만, UNAIDS에 따르면 부탄의 감염자 수는 500명이 넘을 것이라고 추산했다.

### 인도
2015년 NACO는 인도에 약 211만명의 후천면역결핍증후군 감염자가 있다고 추산했고, 2018년 인도의 후천면역결핍증후군 감염자는 남아프리카 공화국, 나이지리아 다음으로 많다. 하지만 인도의 인구가 많기 때문에 유병률은 0.3%로 다른 나라에 비해 낮으며, 유병률은 80위를 기록한다.

### 네팔
2017년 UNAIDS에 따르면 네팔에서 약 375,000명이 감염 반응을 보인 것으로 추산했고, 네팔 정부의 국립 에이즈 및 성병 통제 센터(NCASC)는 2010년 12월에 HIV 감염자 수가 70,000명에 가까울 것으로 추정했다. 2014년 연구에 따르면 네팔의 후천면역결핍증후군 유병률은 0.2%이며, UNAIDS는 2018년 말까지 후천면역결핍증후군에 감염된 사람의 수는 139,000명이었다고 발표했다. 2019년 NCASC에 따르면 위험군별 후천면역결핍증후군 감염 추정 건수는 159,984건이었다.

### 파키스탄
파키스탄 국립 에이즈 통제 프로그램(Pakistan National AIDS Control Program)은 2018년에 총 160,000명의 후천면역결핍증후군 감염자가 있는 것으로 추정했지만, 국가 에이즈 통제 프로그램에 등록된 후천면역결핍증후군 사례는 39,529건에 불과하며 이 중 22,947건이 항레트로바이러스 치료를 받고 있다.

## 동남아시아
동남아시아의 후천면역결핍증후군 유병률은 0.3%로 다른 지역에 비해 낮다.

### 캄보디아
2003년과 2005년 사이에 15세에서 49세 사이의 캄보디아 성인 중 추정된 후천면역결핍증후군 유병률은 2.0%에서 1.6%로 감소했다.

### 동티모르
동티모르는 후천면역결핍증후군 양성인 것으로 추정했던 성인 인구가 전체의 0.2% 미만으로 후천면역결핍증후군 유병률이 낮은 국가이고, 보건부에 따르면 이 질병의 43건은 2007년에 확인되었으며 여러 치료를 받았다.

### 인도네시아
UNAIDS는 인도네시아가 후천면역결핍증후군이 아시아에서 가장 빨리, 많이 감염되는 국가라고 언급했으며, 2010년까지 5백만명이 후천면역결핍증후군에 감염될 것으로 예상되었다. 2007년 인도네시아는 유병률로 세계 99위였지만 질병의 증상에 대한 낮은 이해와 그에 따른 높은 사회적 낙인 때문에 후천면역결핍증후군의 환자의 5~10%만이 진단 및 치료를 받았다.

### 라오스
2005년 UNAIDS는 라오스에서 약 3,700명이 후천면역결핍증후군에 감염되었다고 추산했다.

### 말레이시아
2008년 12월 세계 에이즈의 날에 말레이시아는 1986년 이후 누적 후천면역결핍증후군 사례가 82,704건이라고 보고했다.

### 미얀마
UNAIDS에 따르면 2005년 미얀마의 성인 후천면역결핍증후군 유병률은 1.3%(20만-57만명)이었으며, 지표에서는 미얀마의 일부 지역에서 전염이 계속되고 있지만 미얀마 전역에서는 전염이 줄어들고 있다고 보고되었다. 미얀마에서는 매년 약 20,000명이 후천면역결핍증후군으로 사망했다.

### 필리핀
필리핀은 후천면역결핍증후군 유병률이 다른 국가에 비해 낮고, 1984년 이후로 약 2,800건의 사례가 보고되었지만 다른 곳의 추산에 따르면 사례의 수는 12,000건에 가까운 것으로 발표되었다. 전국적인 유병률은 낮지만, 2010년에 필리핀 대학 병원에 따르면 마닐라의 유병률은 11.8%였다.

### 싱가포르
싱가포르는 후천면역결핍증후군 감염을 개인의 기밀로 유지하여 개인정보를 보호한다. 하지만 싱가포르에서 외국인 8,800명과 싱가포르인 5,400명의 후천면역결핍증후군 감염자의 개인정보가 노된 것으로 보고되었다. 또한 2013년 1월까지 약 5,400명의 싱가포르인 및 영주권자의 후천면역결핍증후군 진단을 받았고 8,800명의 외국인이 2011년 12월까지 후천면역결핍증후군에 감염되었다는 세부 정보가 유출되었다.

### 태국
2008년에 태국의 후천면역결핍증후군 감염자는 532,522명으로 발표되었다.

### 베트남
UN은 2008년 베트남에 29만명의 감염자가 있는 것으로 추정되었다.

## 동아시아
동아시아의 후천면역결핍증후군의 유병률은 다른 지역에 비해 매우 낮다.

### 중화인민공화국
중화인민공화국에서 후천면역결핍증후군이 확산되고 있는 대부분은 정맥 주사 약물 남용과 유급 성관계를 통해 이루어진다. 농촌 지역, 특히 허난성에서는 많은 농부들이 오염된 수혈을 받았으며, 감염된 사람들의 추정치는 수만 명이다.

### 일본
2006년 10월 공식 수치에 따르면 일본의 사례의 절반 이상이 동성애 남성에게서 발생했으며 나머지는 이성애 성교, 약물 남용, 자궁 내 또는 알 수 없는 수단을 통해 전염되었다. 2015년 기준으로 일본에서는 1985년 이후 17,909명의 HIV 및 8,086명의 에이즈 사례가 보고되었다.

### 조선민주주의인민공화국
UNAISD는 조선민주주의인민공화국의 성인 0.2%가 후천면역결핍증후군에 감염되어 있다고 언급하였으며, 세계보건기구는 조선민주주의인민공화국의 후천면역결핍증후군 감염자가 100명 미만인 것으로 추정하지만 공식적으로 조선민주주의인민공화국은 에이즈가 전혀 없다고 주장한다.

### 대한민국
대한민국의 누적 보고된 HIV 사례는 6,000건을 넘어섰고, 2008년에는 797건이 보고되었다. 대한민국의 HIV 유병률이 낮기 때문에 한국 언론은 HIV를 다른 나라에서 온 외국인이 한국에 가져온 질병으로 묘사한다. 대한민국에 체류하려는 모든 외국인은 HIV 검사를 받아야 하고, 결과가 양성이면 어떤 이유로든 더 이상 한국에 체류할 수 없다.

### 중화민국
2016년 3월 기준으로 중화민국 국민이 후천면역결핍증후군에 양성 반응을 보인 사례가 31,620건 보고되었다.

## 서아시아

### 아르메니아
아르메니아의 후천면역결핍증후군 첫 감염자는 1988년에 기록되어 있고, 2014년의 후천면역결핍증후군 유병률은 0.2%이었으며, 2019년 7월 31일에 3,583명의 후천면역결핍증후군 감염자가 나왔다.

### 아제르바이잔
아제르바이잔의 후천면역결핍증후군 성인 유병률은 2012년에 0.2% 미만이었으며, 약 10,400명이 후천면역결핍증후군에 감염되었고 65명이 사망했다.

### 바레인
2016년 바레인의 후천면역결핍증후군 성인 유병률은 0.01%로 추정되었으며, 후천면역결핍증후군 감염자는 500명 미만이었고 사망자는 100명 미만이었다.

### 이라크
이라크의 후천면역결핍증후군의 첫 번째 감염자는 1986년에 발생했으며, 대부분 혈우병으로 사망하였다.

### 요르단
UNAIDS에 따르면 요르단의 2007년 감염자는 약 38만명으로 추산되었다.

### 사우디아라비아
2003년에 사우디아라비아는 후천면역결핍증후군 알려진 사례 수를 국내에서 약 6,700건, 2008년 6월에 10,000건 이상으로 발표했다.

### 터키
UNAIDS의 2002년 터키 후천면역결핍증후군 상황 분석 보고서에 따르면 전염병이 시작된 이후 7,000-14,000명이 에이즈에 감염되었다고 보고되었으며, 2002년 6월 터키의 보건부는 1985년 이후 1,429건의 후천면역결핍증후군 사례가 보고되었다고 밝혔다.

### 아랍에미리트
공식 통계에 따르면 2006년 말까지 아랍 에미리트에는 540명의 후천면역결핍증후군 감염자가 있었는 것으로 확인되었으며, 기록된 새로운 사례의 수는 연간 약 35명이었다.

## 같이 보기
- 아프리카의 HIV/AIDS
- 유럽의 HIV/AIDS
- 북아메리카의 HIV/AIDS
- 남아메리카의 HIV/AIDS